# Jānis Akuraters
Jānis Akuraters (Jaunzemjos, Zemgale, 1876. január 13. – Riga, 1937. július 25.) lett író, drámaíró a Lett Nemzeti Színház alapítója.

## Élete
Akuraters apja erdész volt. Iskoláit a helyi elemi iskolában majd a jēkabpilsi városi iskolában végezte. 1889-ben tanítói oklevelet szerzett, ezt követően Moszkvába ment, ahol jogi tanulmányokba kezdett. Az 1905-ös forradalom idején aktívan és nagy lelkesedéssel vett részt az eseményekben, forradalmi verseket írt és lelkesen támogatta a nacionalista eszméket. A forradalom leverését követően elfogták és száműzték, de a száműzetésből megszökött és Svédországon keresztül Norvégiába emigrált. Itt élt 1908-ig, amikor visszatérhetett lett földre. Az első világháború idején a lett lövészeknél szolgált, részt vett a nevezetes karácsonyi harcokban.
1918-ban aktívan szerepet vállalt az önálló Lett Köztársaság megszervezésében. Az ideiglenes nemzetgyűlés tagja volt, később a Népi Tanácsba is beválasztották. A Lett Rádió elnöke és a lett PEN Club vezetője volt 1937-ben bekövetkezett haláláig.

## Munkássága
Jānis Akuraters az 1905-ös forradalom idején vált ismert és népszerű költővé. Részt vett a forradalmi eseményekben és forradalmi dalokat írt. Legnépszerűbb dala a „Harckiáltással az arcomon” kezdetű, ez tette igazán ismertté. Ekkor jelentek meg első verseskötetei is: a „Zvaigžņu naktis” (Csillagos éj) és a „Ziemeļos” (Északon). Miután száműzetéséből sikerült Skandináviába szöknie, kapcsolatba került az anarchistákkal, de a legnagyobb hatással az kristiániai színházi élet és a Norvég Nemzeti Színház volt rá. Emigrációja idején leginkább prózai művekkel jelentkezett.
1908-tól, Lettországba történt visszatérése után miközben tanítóskodott, minden energiáját a lett nemzeti színjátszás megteremtésére fordította. 1918. április 23-án jelenlétében nyitották meg a Lett Nemzeti Színházat Valkában és amikor a színház 1918 novemberében Rigába költözött, a hivatalos megnyitón Jānis Akuraters mondta az ünnepi beszédet. A Rigai Nemzeti Színház szinte minden évadjában mutatott be Akuraters darabot. Színdarabok mellett filmforgatókönyveket is írt. Ő az első lett történelmi film, a „Pieci vēji” (Az idők szele) forgatókönyvírója (1921).
Munkásságáért 1926-ban elsők között tüntették ki a Három Csillag érdemrenddel. 1927-ben 11 kötetben adták ki addigi életművét. 1930-tól a rigai rádió elnöke, 1932-től haláláig a lett PEN club vezetője volt.
Magyar nyelven mindössze egy regényrészlete olvasható Földmár Ágnes fordításában a Lett irodalom kistükre című kötetben.

## Művei

### Költemények
- „Zvaigžņu naktis” („Csillagos éj” 1905)
- „Ziemeļos” (Északon, 1906)
- „Bez svētnīcas” (Templomok nélkül, 1907)
- „Astras” (1909)
- „Sirds varā” (A szív hatalma, 1911)
- „Saules valgos” (Napsugarak, 1920)
- „Dienu prieks” (A boldog napok, 1921)
- „Latvijas balādes” (Lett balladák, 1922)
- „Rožains vējš” (Rózsaszín szél, 1922)
- „Eleģiski momenti” (Elégikus percek, 1925)

### Színdarabok
- „Taisnības meklētāji” (Igazságkeresők, 1902)
- „Lāču bērni” (Medvebocs, 1910)
- „Ķēniņa meita” (Ķēniņ leánya, 1910)
- „Saules gredzens” (Napkörök, 1911)
- „Kurzemē” (Kurzeme, 1914)
- „Šis un tas Itnekas” (Így is, úgy is semmi, 1920)
- „Kaupo, līvu virsaitis” (Kaupo, a lív harcos, (csak szini előadás) 1913)
- „Pieci vēji” (Az idők szele, 1922)
- „Viesturs” (Történet, (csak szini előadás) 1920)
- „Tautas darbinieki” (Dolgozó nép, 1924)
- „Sidraba birze” (Ezüst rét, 1924)
- „Apvienosimies” (Egyesülünk, 1926)
- „Bezdarbnieki” (Munkanélküliek, 1934)
- „Vecie un jaunie” (Öregek és fiatalok, 1934)

### Cikkek és tanulmányok
- „Cilvēks” (Az ember, 1905)
- „Kalpa zēna vasara” (Cselédfiú nyara, 1911)
- „Degošā sala” (Úszó szigetek, 1912)
- „Iz bijušām dienām” (Elmúlt napokról, 1913)
- „Puķes ziemeļos” (Északi virágok, 1914)
- „Parādības” (Jelenség, 1914)
- „Sapņi un likteņi” (Álmok és sorsok, 1919)
- „Draugu sejas” (Barátok tekintete, 1920)

### Regények
- „Pēters Danga” (Danga Péter, 1921)
- „Klusums un gaisma” (Csend és fény, 1921)
- „Ugunīgie ziedi” (Tűzvirágok, 1925)